# Campeonato Paraguayo de Fútbol 1954
El Campeonato Paraguayo de Fútbol de 1954 fue la cuadragésimo cuarto edición del principal torneo de fútbol de Paraguay.
El campeón del torneo fue el Club Cerro Porteño quienes obtuvieron su decimoprimer campeonato en la primera categoría.

## Desarrollo
|  | Campeón.    |
|  | Descendido. |

| Equipo                    |
| ------------------------- |
| Club Cerro Porteño        |
| Club Libertad             |
| Club Sportivo Luqueño     |
| Club Guaraní              |
| Club Sol de América       |
| Club Olimpia              |
| Club Nacional             |
| Club Sportivo San Lorenzo |
| Club Presidente Hayes     |
| Atlántida                 |
| Club River Plate          |

| Bandera de Paraguay        |
| Campeón Club Cerro Porteño |
| Décimo primer título       |